# 분리독립
분리독립(分離獨立, 영어: Secession)은 어떤 큰 집단에 속한 주민들이 새로운 집단을 구성해 독립하는 일을 말한다. 분리주의로 인한 경우가 많다. 분리독립한 국가는 해당 영역에서 원국가의 권리와 책임을 승계한다. 그러나 식민지의 독립의 경우 정치적인 책임(군대 주둔, 동맹 조약 등)은 백지출발원칙에 따르는 경우도 있다.

## 분리주의와 다른 분리독립

### 조선민주주의인민공화국의 경우
대한제국은 일제의 강압으로 인해 국제법에 어긋난다고 볼 수 있는 과정을 통해 일본에 강제 병합되었으며, 한국인(조선인)들은 3.1운동으로 대한민국 임시정부를 결성하였고, 일본의 패망으로 무효가 되어 총선거를 통해 대한민국 정부가 수립되었다. 대한민국이 대한제국을 승계한다고 보면, 조선민주주의인민공화국은 대한민국으로부터 분리독립한 국가로 해석된다.

### 연방에서 쫓겨난 경우
싱가포르는 말레이시아 연방의 싱가포르 주였고 싱가포르 주민들도 연방의 일원으로 남기를 원했지만 연방에서 축출당해 강제적으로 분리독립하였다.

## 같이 보기
- 민족 자결
- 분리 독립 운동 목록
- 분리주의
- 분단국가
- 국가승계